# Шляховская сельская община
Шляховская сельская община — бывшая территориальная община в Бериславском районе Херсонской области Украины.
Создана в ходе административно-территориальной реформы 27 июля 2018 года на территории Бериславского района путём объединения Шляховского, Урожайненского, Томаринского и Раковского сельских советов. Всего община включила 6 сёл и 1 посёлок. Своё название община получила от названия административного центра, где были размещены органы власти — посёлка Шляховое. Ликвидирована в июле 2020 года путём переподчинения населённых пунктов общины к Бериславской городской общине.
Население общины на момент создания составляло 2948 человек, площадь - 292,24 км².

## Населённые пункты
В состав общины входили посёлок Шляховое - 1033 человека, сёла Томарино - 912 человек, Урожайное - 610 человек, Тараса Шевченко - 377 человек, Першотравневое - 162 человека, Новосёлка - 91 человек, Раковка - 438 человек.

## Ликвидация общины
29 апреля 2020 года Кабинет Министров Украины утвердил Перспективный план формирования общин Херсонской области. В данном плане Шляховская община отсутствовала. В июне 2020 года, распоряжением Кабмина Украины в рамках административно-территориальной реформы община была ликвидирована, населенные пункты вошли в состав Бериславской городской общины.
С февраля 2022 года населенные пункты общины находятся под контролем российских войск в ходе русско-украинской войны.